# Bohumil Holý
Bohumil Holý (20. listopadu 1885, Borová u Náchoda – 3. dubna 1947) byl český učitel, stenograf a autor všeslovanštiny.

## Život
Bohumil Holý se narodil jako prvorozenec domácího tkalce a později faktora Jana Holého a jeho manželky Marie, rozené Čtvrtečkové. Měl ještě deset sourozenců, z kterých dva zemřeli ještě v dětském věku. Vychodil s výborným prospěchem reálnou školu v Náchodě. Již od roku 1905 učiteloval, dva roky byl kancelářským pomocníkem u okresního soudu, doplnil si učitelskou maturitu, v roce 1908 složil státní zkoušku z těsnopisu, rok nato z francouzštiny a v roce 1910 z učitelské způsobilosti. Učil na různých obecných školách, na měšťance, na učitelském ústavu v Litomyšli (těsnopisu podle všeslovanské soustavy Dürichovy). Nakonec zakotvil v Mezilesí, kde bydleli jeho rodiče, a působil tam až do 2. června 1930. Po zdravotní dovolené od školního roku 1929–1930 odešel na dočasný odpočinek a byl zproštěn aktivní služby na okrese. Není jasné, zda příčinou jeho onemocnění bylo dobrovolné hladovění, které si přivodil, aby nemusel bojovat za Rakousko, či španělská chřipka, kterou jeho podvyživené tělo nezvládlo. Už 1. února 1915 nastoupil totiž vojenskou službu jako domobranec, pak dezertoval a ukrýval se na půdě domu č. p. 37 v Mezilesí. Následky nemoci, především omezení v chůzi a v řeči, snášel až do smrti, která ho stihla 3. dubna 1947. Matka ho přežila o půl roku, zemřela ve věku 82 let.

## Jeho práce
Pan řídící na dvoutřídce v Mezilesí nikdy nezahálel. Zabýval se různými těsnopisnými soustavami a srovnávacím jazykozpytem slovanským, společně se starostou Stanislavem Holým „Sedlickým“ pracoval v ochotnickém souboru a roku 1919 s ním založil sokolskou jednotu v Mezilesí. Jazykové znalosti využíval na cestách, mimo jiné na Balkán a do Itálie. Cesty prý hradil i starostovi, aby měl společníka. Do roku 1929 vedl pamětní knihu mezileské školy, kam zapisoval – krasopisně – události nejen místní, ale i zprávy o politických poměrech, o přírodních katastrofách ve světě, v archeologických nálezech apod. Jako vlastenec a slavjanofil se projevoval někdy až nekriticky, např. při etymologických výkladech, kde cizím slovům podkládal slovanský původ. Obhajoval pravost Rukopisů. O Rusku se v úvodu své první brožury (roku 1920) vyjadřuje s nádechem antisemitismu. Kriticky se stavil i k T. G. Masarykovi. Podivínsky se jeví jeho snaha používat starý slovanský letopočet (1920 = 7428 ot sozdaňe mira) i to, jak se snažil zavést pro obec Mezilesí název „Mezlesí“. Zůstal svobodný, byl však hodným strýčkem pro děti svých sourozenců, které do Mezilesí jezdily na prázdniny. Pokud ještě mohl, chodil s nimi do přírody. I jejich vrstevníci dosvědčují, že legraci nikdy nezkazil, takže všichni, kdo ho znali, na něho s láskou vzpomínali.

## Všeslovanština
Bohumil Holý byl autorem projektu všeslovanštiny, která měla přispět k lepšímu dorozumění mezi slovanskými národy. Na tomto úseku jazykovědy však nebyl první. Kromě několika set projektů neutrálního plánového mezinárodního jazyka, z kterých se dnes jako mluvený jazyk s dosti rozsáhlou původní literaturou používá prakticky jedině esperanto, bylo pro Slovany takových projektů vytvořeno několik, vesměs s cílem usnadnit dorozumění mezi Slovany v habsburské monarchii. První z nich jeho autor, Chorvat Juraj Križanić, ve svých knihách prakticky propracoval a nazval „Russki jezik“ již mezi lety 1659 a 1666. V roce 1826 vydal Slovák Ján Herkeľ v Budíně latinsky svůj projekt „Lingua slavica universalis“.
Další projekty jsou dílem Čechů. V roce 1907 vydává v Kroměříži německy vlastním nákladem podrobnou mluvnici „novoslovanštiny“, „Gramrnatik den neuslavischen Sprache“, bohemista a dialektolog Ignác Hošek (1852–1919). V roce 1909 zařazuje novoslovanštinu do své konverzační příručky „Slovanský tlumočník“. Roku 1912 vydává středoškolský profesor v Jevíčku Edmund Kolkop (1877–1915), francouzštinář a aktivní esperantista, svůj šestnáctistránkový „Pokus o dorozumívací jazyk slovanský“ a Josef Konečný z Prahy-Nuslí 32 stránkovou brožuru „Mluvnička slovanského esperanta Slavina“. Konečně pak v roce 1920 vychází v Novém Městě nad Metují 20 stránková brožura „Slavski jezik“, na které je jako autor uveden „stenograf B. Holý s pomocí spolupracovníků“.
Pro vytvoření projektu „všeslovanštiny“ měl Bohumil Holý dobrou přípravu: ovládal nejen všechny spisovné slovanské jazyky (včetně horní a dolní lužické srbštiny), ale zřejmě i esperanto, znal práce svých předchůdců Hoška a Kolkopa a z jejich nedostatků se poučil. Svůj projekt, na kterém pracoval deset let a který sám pro tisk vysázel, ještě dále zdokonaloval: v roce 1930 a 1932 vydal v Náchodě další dvě brožury pod názvem „Všeslovansky“.
Jak tento projekt všeslovanštiny vypadá? Uveďme si několik ukázek.
-Kral Alexandr Veliki, Makedonski, imel koň velmi skori, jego ime v slavski letopisi su Dučipal, helenske Bukefalos.

- Každi musu rabotat. 

- Čo chťu, to tež mogu. 

- Gde su vichod? 

- Gospodi, ja prošu, sednite, dnes vi su moji gosti! 

- Děkuju! 

- Dobri utro! 

- Pokojni noč!

- Neki človek imel dva sini… 

- Takto molite se: Otec naš, iže ti su na nebesa! Da svetu se ime tvoj! Pridi tvoj carstvo! da budu volja tvoj i na zem kak na nebo. 

- No da budu vaš slovo: Da! da! Ne! ne! I čto su bolše nad to, to su ot zli. Vi slišali, že proroki rekli: Oko za oko, zub za zub. No ja govoru a vi: Neprotivite se a zli! No kto udaru ti na tvoj desni lice, obrati k on i levi! Ne sudite, da vi ne su sudeni! I proč smotru ti na suček v oko de tvoj bratr i ne vidu ti brevno v svoj oko?
Holého všeslovanština nemá složité časování a skloňování – na rozdíl od Hoškovy novoslovanštiny a Konečného Slaviny. Nezná dlouhé samohlásky - na rozdíl od oněch dvou předchůdců. Používá českou latinku, nemá zvláštní písmena pro souhlásky s háčky – na rozdíl od Kolkopa a Konečného, jen při ručním psaní doporučuje místo háčků tečky, tzv. Husova nabodeníčka. Písmena q, w, x a y jsou jen v cizích jménech. Přízvuk je na předposlední slabice, u rozkazovacího způsobu na poslední. Při podrobnějším srovnání těchto čtyř projektů českých autorů vychází Holého projekt jako nejvhodnější.
V této souvislosti nebude bez zajímavosti si připomenout, že autorem dalšího, posledního (rukopisného) projektu „mežduslavjanského jezika“ z roku 1954 je Ladislav Podmele, což je občanské jméno básníka Jiřího Karena.